# Acer Liquid Glow E330
De Acer Liquid Glow E330 is een smartphone van het Taiwanese bedrijf Acer. Het toestel maakt gebruik van het Android-besturingssysteem van het internetbedrijf Google. De smartphone werd uitgebracht in augustus 2012. Het toestel is in Nederland te koop aan een adviesprijs van 160 euro.

## Buitenkant
De Liquid Glow wordt bediend door middel van een capacitief touchscreen. Dit tft-scherm heeft een schermdiagonaal van 3,7 en is in staat om 16 miljoen kleuren weer te geven. De telefoon heeft een resolutie van 480 bij 800 pixels. Onder aan het scherm bevinden vier knoppen, van links naar rechts: de startknop, zoekknop, de terugkeerknop en de menuknop. Vergeleken met andere smartphones, heeft de Liquid Glow een normale dikte: 1,15 centimeter. Aan de achterkant zit een camera van 5 megapixel.

## Binnenkant
De telefoon beschikt over een singlecore-processor van 1,0 GHz van chipmaker Qualcomm. Het heeft een werkgeheugen van 512 MB en een opslaggeheugen van 1 GB, wat tot 32 GB uitgebreid kan worden. De telefoon heeft een 1300 mAh lithium-ionbatterij.